# Provincia Suphanburi
Suphanburi (în thailandeză สุพรรณบุรี) este o provincie (changwat) din Thailanda. Situată în regiunea de Centru, provincia Suphanburi are în componența sa 10 districte (amphoe), 110 de sub-districte (tambon) și 977 de sate (muban). 
Cu o populație de 844.311 de locuitori și o suprafață totală de 5.358,0 km2, Suphanburi este a 28-a provincie din Thailanda ca mărime după numărul populației și a 40-a după mărimea suprafeței.